# جعفر بن محمد البيتي
جعفر بن محمد البيتي (1110 - 1182 هـ) شاعر وكاتب من أشهر شعراء الحجاز في القرن الثاني عشر الهجري. كان له جهد واضح في حفظ تاريخ الحجاز وأهله. وُلي كتابة ينبع، ثم  المدينة المنورة. وله ديوان شعر مشهور.

## نسبه
جعفر بن محمد بن إبراهيم بن حسين بن أحمد بن أبي بكر بن علوي بن إسماعيل بن أبي بكر البيتي بن إبراهيم بن عبد الرحمن السقاف بن محمد مولى الدويلة بن علي بن علوي الغيور بن الفقيه المقدم محمد بن علي بن محمد صاحب مرباط بن علي خالع قسم بن محمد بن علوي بن عبيد الله بن أحمد المهاجر بن عيسى بن محمد النقيب بن علي العريضي بن جعفر الصادق بن محمد الباقر بن علي زين العابدين بن الحسين السبط بن علي بن أبي طالب، وعلي زوج فاطمة بنت محمد ﷺ.
فهو الحفيد 30 لرسول الله محمد ﷺ في سلسلة نسبه.

## مولده ونشأته
ولد بمكة المكرمة سنة 1110 هـ. ونشأ بها في بيئة متنوعة الثقافة؛ لما تشهده مكة من اجتماع المسلمين بتنوع أجناسهم وثقافاتهم وخلفياتهم المعرفية في مواسم الحج والعمرة، حيث ترك هذا أثرا في تنوع ثقافاته وإتقانه للغات متعددة، من مثل: الفارسية، والتركية. واشتغل بتحصيل العلوم وهو صغير، وقد أظهر مهارة واضحة، وحرصا دؤوبا في سعيه إلى تحصيل العلم والمعرفة، والتي يأتي في طليعتها علما الحديث والفقه. وإلى جانب تلك البراعة في علوم الشرع، كان مبدعا في علم الطب، حتى عُرف عند معاصريه بحذقه في المجال الطبي. وله في هذا المجال العلمي أرجوزة طويلة، إضافة إلى كتاب في الطب. وقد كان لعلوم اللغة العربية نصيب وافر من علمه، كما كان له عمق وتضلع في علوم الجبر والرياضيات والتاريخ والأنساب.

## شيوخه
أما شيوخه الذين أخذ عنهم فمنهم:
| - والده محمد بن إبراهيم البيتي | - عبد الله بن سالم البصري | - أحمد بن محمد النخلي | - عبد الرحمن بن مصطفى العيدروس |

## رحلاته
ومن يتصفح ديوان جعفر البيتي، ويتأمل في مناسبات قصائده وأسماء بعض ممدوحيه، يجد أنه لا يكاد يستقر في مكان، فقد عاش مترددا بين مدن الحجاز بخاصة مكة والمدينة، بالإضافة إلى مدينة ينبع البحر التي تولى بها وظيفته من قبل شريف مكة. وكانت له رحلات خارج حدود الحجاز والتي مكنته من الاطلاع على ثقافات الشعوب التي زارها وتكوين علاقات واسعة من المعارف والأصدقاء، منها بلاد اليمن وتركيا.

## مناصبه
بدأ حياته العملية مدرّسا، يدرس الطلاب ويفيدهم من معارفه وعلومه المختلفة. وقد كانت أسرته على اتصال دائم ووثيق مع الأشراف في مكة المكرمة، مما مكنه من أن يجد له مكانا بين كبار موظفي الحكومة، حيث عيّنه شريف مكة كاتبا في ينبع، وعمل بهذه الوظيفة في فترات مختلفة من سنين حياته إلى جانب عمله أمينا لأهل المدينة المنورة في ينبع. وتولى أيضا كتابة  مكة في المدينة المنورة. كما تولى فيما بعد خدمة المدينة المنورة في حدود سنة 1177 هـ، أو قبلها بقليل.

## شعره
كان كثير الاهتمام بالأدب، وبرع في نظم الشعر، وجمع ديوانه بنفسه، والذي ذاع صيته وأشتهر في كثير من البلدان، في الشام ومصر واليمن وحضرموت. جمع فيه شعره وبعض نثره المتمثل في رسائله التي كتبها عن نفسه أو نيابة عن غيره. وقد أودع في نهاية ديوانه كثيرا من شعره العامي. فمن ذلك قوله:

## مؤلفاته
ومن أبرز آثاره الأدبية المذكورة في مصادر ترجمته:
- «مواسم الأدب وآثار العجم والعرب»
- «الفلك المشحون»

## وفاته
توفي بالمدينة المنورة في شعبان سنة 1182 هـ، ودفن ببقيع الغرقد، وعمره اثنتان وسبعون سنة.

### استشهادات
1. ↑  كحالة، عمر رضا (1376 هـ). معجم المؤلفين (PDF). بيروت، لبنان: دار إحياء التراث العربي. ج. الجزء الثالث. ص. 144. {{استشهاد بكتاب}}: تحقق من التاريخ في: |تاريخ= (مساعدة)
2. ↑  المعلمي، عبد الله بن عبد الرحمن (1421 هـ). أعلام المكيين. بيروت، لبنان: دار الغرب الإسلامي. ج. الجزء الأول. ص. 315. {{استشهاد بكتاب}}: تحقق من التاريخ في: |تاريخ= (مساعدة)
3. ↑  بلفقيه، علوي بن محمد (1415 هـ). من أعقاب البضعة المحمدية الطاهرة. المدينة المنورة، السعودية: دار المهاجر. ج. الجزء الأول. ص. 36. {{استشهاد بكتاب}}: تحقق من التاريخ في: |تاريخ= (مساعدة)
4. ↑  المشهور، عبد الرحمن بن محمد (1404 هـ). شمس الظهيرة (PDF). جدة، السعودية: عالم المعرفة. ج. الجزء الأول. ص. 217. مؤرشف من الأصل (PDF) في 2 يناير 2020. {{استشهاد بكتاب}}: تحقق من التاريخ في: |تاريخ= (مساعدة)
5. ↑  البيطار، عبد الرزاق بن حسن (1413 هـ). حلية البشر في تاريخ القرن الثالث عشر. بيروت، لبنان: دار صادر. ج. الجزء الأول. ص. 454. {{استشهاد بكتاب}}: تحقق من التاريخ في: |تاريخ= (مساعدة)
6. ↑  الزركلي، خير الدين (2002). الأعلام (PDF). بيروت، لبنان: دار العلم للملايين. ج. الجزء الثاني. ص. 129. مؤرشف من الأصل (PDF) في 2022-10-02.
7. ↑  الدهلوي، عبد الستار (1429 هـ). الأزهار الطيبة النشر في ذكر الأعيان من كل عصر (PDF). مكة، السعودية: جامعة أم القرى. ج. الجزء الثاني. ص. 279. {{استشهاد بكتاب}}: تحقق من التاريخ في: |تاريخ= (مساعدة)
8. ↑  عبد الغني، عارف أحمد (1417 هـ). تاريخ أمراء المدينة المنورة (PDF). دمشق، سوريا: دار كنان. ص. 387. {{استشهاد بكتاب}}: تحقق من التاريخ في: |تاريخ= (مساعدة)
9. ↑  الأنصاري، عبد الرحمن بن عبد الكريم (1970). تحفة المحبين والأصحاب في معرفة ما للمدنيين من الأنساب (PDF). تونس: الشركة التونسية للنشر وتنمية فنون الرسم. ص. 123.
10. ↑  الجبرتي، عبد الرحمن بن حسن. عجائب الآثار في التراجم والأخبار. بيروت، لبنان: دار الجيل. ج. الجزء الأول. ص. 373. مؤرشف من الأصل في 2021-09-06.
11. ↑  المرادي، محمد خليل (1301 هـ). سلك الدرر في أعيان القرن الثاني عشر (PDF). القاهرة، مصر: المطبعة الأميرية. ج. الجزء الثاني. ص. 9. {{استشهاد بكتاب}}: تحقق من التاريخ في: |تاريخ= (مساعدة)
12. ↑  الداغستاني، عمر بن عبد السلام. تحفة الدهر ونفحة الزهر في أعيان المدينة من أهل العصر. مخطوط. ص. 15.
13. ↑  أبو الخير مرداد، عبد الله بن أحمد (1406 هـ). المختصر من كتاب نشر النور والزهر في تراجم أفاضل مكة (PDF). جدة، السعودية: عالم المعرفة. ص. 24، 153. {{استشهاد بكتاب}}: تحقق من التاريخ في: |تاريخ= (مساعدة)

## روابط خارجية
- جعفر البيتي شاعر المدينة المنورة في القرن الثاني عشر الهجري - صحيفة الجزيرة.